# Harold Preciado
Harold Preciado (* 1. Juni 1994 in Tumaco) ist ein kolumbianischer Fußballspieler auf der Position eines Stürmers.

## Laufbahn
Preciado begann seine fußballerische Laufbahn bei Deportivo Cali, für die er in 3 Etappen spielte und mit denen er zweimal die kolumbianische Fußballmeisterschaft gewann. Nachdem er 2013 in seinem ersten Jahr als Fußballprofi bei Deportivo Cali lediglich zu einem Einsatz in der höchsten Spielklasse gekommen war, wurde Preciado im Spieljahr 2014 an den Zweitligisten Jaguares de Córdoba ausgeliehen, bei dem ihm der Durchbruch gelang und mit dem er die Zweitligameisterschaft gewann und in die höchste Spielklasse aufstieg. In der darauffolgenden Erstligasaison 2015 spielte er jedoch nicht mehr für den Aufsteiger, sondern wieder für seinen Arbeitgeber Deportivo Cali, mit dem er die Meisterschaft der Apertura 2015 gewann.
Anfang 2017 wechselte Preciado zum chinesischen Zweitligisten FC Shenzhen und war im Spieljahr 2017 der erfolgreichste Torjäger der China League One. Im darauffolgenden Spieljahr 2018 gelang Preciado mit Shenzhen der Aufstieg in die höchste chinesische Spielklasse. 
2021 kehrte er nach Kolumbien zurück und spielte erneut für einige Monate bei Deportivo Cali, mit denen er erneut die kolumbianische Fußballmeisterschaft gewann und im Finalrückspiel gegen Deportes Tolima den das Spiel und die Meisterschaft entscheidenden Siegtreffer zum 2:1 erzielte.
Anfang 2022 wechselte Preciado nach Mexiko zum Erstligisten Santos Laguna und war in der Apertura 2023 mit 12 Treffern der erfolgreichste Torjäger der mexikanischen Liga.
Nach einem positiven Dopingtest wurde Preciado 2024 vorläufig gesperrt.

## Erfolge

### Verein
- Kolumbianischer Meister: Apertura 2015, Clausura 2021
- Kolumbianischer Zweitligameister: 2014

### Persönlich
- Torschützenkönig der höchsten mexikanischen Liga: Apertura 2023
- Torschützenkönig der zweiten chinesischen Liga: 2017